# Líbano nos Jogos Olímpicos de Verão da Juventude de 2010
O Líbano participou dos Jogos Olímpicos de Verão da Juventude de 2010 em Cingapura. Sua delegação foi formada por cinco atletas que competiram em quatro esportes. O país conquistou sua primeira medalha olímpica desde as Olimpíadas de Verão de 1980, em Moscou.

## Medalhistas
| Medalha | Nome          | Esporte   | Evento              | Data         |
| ------- | ------------- | --------- | ------------------- | ------------ |
| Bronze  | Michel Samaha | Taekwondo | Até 73 kg masculino | 18 de agosto |

## Esgrima
| Atleta           | Evento                      | Qualificação | Qualificação | Oitavas-de-final           | Quartas-de-final   | Semifinais         | Final              | Pos. final |
| Atleta           | Evento                      | Oponente Resultado | Pos.         | Oponente Resultado         | Oponente Resultado | Oponente Resultado | Oponente Resultado | Pos. final |
| ---------------- | --------------------------- | --- | ------------ | -------------------------- | ------------------ | ------------------ | ------------------ | ---------- |
| Rita Abou Jaoude | Florete individual feminino | CAN Alanna Goldie D 1-5 RUS Alexeeva D 0-5 USA Mona Shaito D 0-5 EGY Menatalla Daw D 1-5 SEN Mame Ndao V 5-3 ITA Camilla Mancini D 2-5 | 12º          | ITA Camilla Mancini D 7-15 | Não avançou        | Não avançou        | Não avançou        | 12º        |

## Judô
| Evento             | Atleta        | 1ª rodada    | 2ª rodada                         | 2ª rodada repescagem | 3ª rodada repescagem       | Semifinais repescagem        | Final repescagem A                | Disputa pelo bronze A | Pos. final |
| ------------------ | ------------- | ------------ | --------------------------------- | -------------------- | -------------------------- | ---------------------------- | --------------------------------- | --------------------- | ---------- |
| Até 63 kg feminino | Caren Chammas | Sem oponente | UZB Gulnoza Matniyazova D 000-101 | Sem oponente         | NZL Haley Baxter V 100-000 | GEO Sophio Beridze V 100-000 | UZB Gulnoza Matniyazova D 000-001 | Não avançou           | --         |

| Evento         | Atleta                                            | 1ª rodada              | 2ª rodada   | Semifinais  | Final       | Pos. final |
| -------------- | ------------------------------------------------- | ---------------------- | ----------- | ----------- | ----------- | ---------- |
| Equipes mistas | Caren Chammas (como integrante da equipe Munique) | ZZX Equipe Essen D 3-4 | Não avançou | Não avançou | Não avançou | 9º         |

## Natação
| Evento                | Atleta       | Qualificação | Qualificação | Semifinais  | Semifinais   | Final       | Final       |
| Evento                | Atleta       | Resultado    | Posição      | Resultado   | Posição      | Resultado   | Posição     |
| --------------------- | ------------ | ------------ | ------------ | ----------- | ------------ | ----------- | ----------- |
| 50 m livre masculino  | Abbas Raad   | 25.26        | 30º (4º q4)  | Não avançou | Não avançou  | Não avançou | Não avançou |
| 50 m costas masculino | Abbas Raad   |              |              | 28.76       | 13º (6º sf1) | Não avançou | Não avançou |
| 200 m peito feminino  | Nibal Yamout | 2:46.96      | 19º (6º q1)  |             |              | Não avançou | Não avançou |
| 200 m medley feminino | Nibal Yamout | 2:32.23      | 23º (3º q1)  |             |              | Não avançou | Não avançou |

## Taekwondo
| Evento              | Atleta        | 1ª rodada    | Quartas-de-final        | Semifinais                    | Final       | Pos. final        |
| ------------------- | ------------- | ------------ | ----------------------- | ----------------------------- | ----------- | ----------------- |
| Até 73 kg masculino | Michel Samaha | Sem oponente | SUR Tosh van Dijk V 5-4 | RUS Aliaskhab Sirazhov V 4-10 | Não avançou | Medalha de bronze |